# ملكية يوليو
ملكيّة يوليو رسمياً مملكة الفرنسيين. كانت حقبة ملكيّة دستوريّة ليبراليّة في فرنسا تحت حكم لويس فيليب ابتداء من ثورة يوليو/ تموز (أو الأيام الثلاثة المجيدة) عام 1830 وانتهت بثورة 1848. يُؤرَّخ لبدايتها بالإطاحة بالحكومة المحافظة لشارل العاشر ونسله الأكبر من البوربون. أعلن لويس فيليب الذي ينتمي إلى فرع أورليان الأكثر ليبرالية من آل بوربون نفسه ملكاً للفرنسيين بدلاً من ملك فرنسا، تشديداً على الجذور الشعبية لحكمه. عبر لويس فيليب عن أهداف النظام الجديد في بيانه الشهير في يناير/ كانون الثاني 1831: «سنحاول أن نبقى في الوسط فقط، وعلى مسافة واحدة من تجاوزات السلطة الشعبية وإساءة استعمال السلطة الملكية».
رغم كونه من عائلة بوربون، ولكن مِن فرع أورليان ذي الميول الليبراليّة، أعلن لويس فيليب نفسه ملكاً للفرنسيّين، وليس ملكًاً لفرنسا، مؤكّدًاً بذلك على جذور حُكمه الشعبيّة. وأعلن الملك أنّه سيحتذي سياسةً وسطاً، دون انحيازٍ إلى أنصار شارل العاشر من المحافظين أو إلى الراديكاليين من اليسار.
هيمن على حُكم ملكيّة يوليو طبقة البرجوازيين ذات الثراء بالإضافة إلى عددٍ من الضباط السابقين في جيش نابليون بونابرت.
اتخذت الملكيّة سياساتٍ محافظةً وخصوصًاً تحت تأثير فرانسوا جوزو (بين الأعوام 1840 - 1848). دفع الملكُ باتجاه تكوين علاقات صداقةٍ مع بريطانيا، ودعم توسّع فرنسا الاستعماري، وبشكل خاصّ استعمار الجزائر. مع حلول العام 1848، والذي شهد نشوب العديد من الثورات في القارة الأوروبية، كانت شعبية الملك في الحضيض، وتمّت الإطاحةُ به أخيرًاً.

## لمحة عامة
دُفِع بلويس فيليب إلى العرش دفعًاً عن طريق تحالفٍ سياسي بين أهل باريس من الجمهوريين، الذين نصبوا المتاريس في شوارع العاصمة، وطبقة البرجوازيين الليبرالية. على أي حال، مع نهاية حُكمه، أُطيح بالملك الذي أطلق على نفسه «الملك المواطن». قامت بذلك نفس العناصر السياسية التي وضعته في الحُكم، من خلال الهبّات ونصب المتاريس فيما عُرِف بثورة فبراير العام 1848. أدّى ذلك إلى إعلان قيام الجمهورية الفرنسية الثانية.

## خلفية تاريخية
بعد إنهاء حُكم نابليون بونابرت في العام 1814، أعاد الحلفاء تنصيب آل بوربون على العرش الفرنسي. كان ما ميّز الفترة التي تلت استعادة ملكيّة بوربون، أنّها اتخذت منحىً سياسيًاً محافظًاً، كان من منجزاته إعادة تأسيس الكنيسة الكاثوليكية كعنصرٍ فاعِل في السياسة الفرنسية. كان الكونت دو بروفانس ذا ميولٍ ليبرالية نسبيًاً، وكان أخ الملك لويس السادس عشر. اعتلى الكونت العرشَ باسم لويس الثامن عشر، وحكم من 1814 إلى 1824، وخلِفه أخوه الأصغر ذو الميول المحافظة، الكونت دي آرتوا سابقًاً، الذي حكم باسم شارل العاشر اعتبارًاً من العام 1824.
أدّت سياسات شارل العاشر المحافظةُ إلى شعورٍ بالسخط لدى العامّة، وخصوصًاً محاولاته لتعويض الأرستقراطيين عمّا خسروه بسبب الثورة الفرنسيّة، إلى أن اشتعلت الانتفاضة ضدّ حكمه في شوارع باريس، وأُطلق عليها ثورة يوليو 1830.
اضطرّ شارل العاشر مغادرة البلاد، ودُفِع بلويس فيليب دو أورليان إلى الحُكم.

## الفترة الأوليّة (أغسطس 1830 -  نوفمبر 1830)

### رمزيّة تنصيب النظام الجديد
في السابع من أغسطس 1830، أُعيدت مراجعة الميثاق الدستوري للملك من العام 1814. وتمّ تغيير مقدّمة الميثاق المتبقية من العهد القديم، وتغيّر اسم الملك من «ملك فرنسا» إلى «ملك الفرنسيين»، الأمر الذي كان يعني توطيد أساساتٍ مبدأ السيادة الوطنية مقابل الحقّ الإلهي للملك. أدّى لويس فيليب القسم على الميثاق الدستوري الجديد في 30 أغسطس 1830، إيذانًاً ببدء ملكيّة يوليو. بعد يومين تشكّلت حكومةٌ ضمّت معارضي شارل العاشر، كان مِن أولى مهامها استعادة الأمن العام في البلاد، دون استعداء العناصر الثورية التي بدا أنّ ثورتها قد نجحت.

### اضطرابات دائمة
تتابعت القلاقل والاضطراباتُ مدعومةً من قِبل الصحافة اليساريّة. لم تتمكن حكومة لويس فيليب من وضعِ حدِّ للاضطرابات، لأنّ رئيس الحرس الوطني كان أحد القياديين الجمهوريين، ماركيز دو لا فاييه، الذي آمن بفكرة «حُكم ملكيّ شعبيّ تحيطُ به مؤسساتُ حكمٍ جمهوريّة».

### ملاحقة أنصار البوربون
سرّحت الحكومة من دوائرها جميع أنصار العهد الملكي القديم الذين رفضوا تقديم الولاء للنظام الجديد. أعاد وزير الداخلية، جوزو، أعاد تنصيب جميع الإداريين والعُمد في المدن الكبيرة. وفي صفوف الجيش، كان الجنرال دي بورمون -الذي كان يدين بالولاء لشارل العاشر- قائد الحملة على الجزائر. استُبدِلَ دي بورمون بـبيرتراند كلاوزيل. شملت عمليّة الملاحقة والاستبدال الجنرالات، والسفراء، والوزراء المفوّضين، ونصف أعضاء مجلس الدولة.

## حكومة لافيت (2 نوفمبر 1830 – 13 مارس 1831)

### اضطرابات فبراير 1831
بالرغم من سعي الحكومة لإجراء بعض الإصلاحات التي حظي بها البرجوازيون لا عامّة الشعب، فقد عمّت أعمالُ الشغب مدينة باريس في 14 و15 فبراير 1831، ما أدّى إلى الإطاحة بحكومة جاك لافيت.
جاءت الاضطرابات نتيجةً لخروج مظاهراتٍ مؤيّدة للعهد الملكي القديم من كنيسة سانت جرمان لوكسيروا. فجّرت هذه التظاهرة سخطَ الجمهوريين الذين نزلوا إلى الشوارع ونهبوا الكنيسة على مدار يومين متتاليين وانتقلوا إلى كنائس أخرى.
انتقلت عدوى الاضطرابات الثورية إلى مدنٍ أخرى. امتنعت الحكومة عن قمع الحركة، بل عمدت إلى اعتقال رئيس أساقفة باريس والراهب المسؤول في كنيسة سان جرمان بالإضافة إلى آخرين، ووجّهت إليهم تهمة استفزاز العامّة.

## تثبيت أركان النظام الملكي (1832 - 1835)
لم يكن الملك لويس فيليب راضيًاً عن انسحاب رئيس الوزراء كاسيمير بيرييه من المشهد السياسي، لأنه اعتبر بيرييه قد احتكر لنفسه جميع نجاحات حكومته، بينما اتجهت سهام النقد والتشهير إلى الملك لوماً على إخفاقاتها. توطّد حُكم لويس فيليب بعد نجاحه في القضاء على انتفاضتين: قادت إحداهما دوقة بيري الموالية لعهد البوربون، والثانية قادها الجمهوريون.
يُضاف إلى ذلك، تزويج لويس فيليب لأخته الكبرى، لويز، مِن الملك البلجيكي ليوبولد الأول. أدّى هذا الارتباط الملكيّ والحِلف الناجم عنه إلى تدعيم موقف لويس فيليب في الخارج.

## الانتقال نحو النظام البرلمانيّ (1835 - 1840)
كان الملك لويس فيليب راغبًاً في تطبيق سياساته الخاصة، وخصوصًاً في الشؤون العسكرية والدبلوماسية. وباعتباره أعلى رأس في الدولة، أراد كذلك أن يوجّه الحكومة، وإذا لزم الأمر حتّى بتجاوز اختصاص وصلاحيات رئيس مجلس الدولة. من ناحية أخرى، ذكر عدد من النواب أن الوزراء يحتاجون إلى رئيسٍ يتولى قيادة الأغلبية البرلمانية، لهذا السبب دفعوا باتجاه الانتقال نحو النظام البرلماني والذي وضع خطوطه العريض ميثاقُ العام 1830.

### مجلس وزراء تيير الثاني (مارس – أكتوبر 1840)

#### استعمار الجزائر
بدأت حملة استعمار الجزائر في أواخر أيام العهد الملكي لعائلة بوربون، ولكنّها الآن لقيت مقاومةً شرسةً قادها الأمير عبد القادر الجزائري الذي أنهك حملة المارشال فالييه ودوق دو أوليان في منطقة البيبان في خريف 1839. تبنّت حكومة تير قرار استعمار الداخل الجزائري حتى بلوغ حدود الصحراء. وأقنع تير الملك الذي رأى في الجزائر المسرح الأمثل ليحرز ابنه نصرًاً باسم عائلة أورليان.

## حكومة جوزو (1840 - 1848)
طلب الملك من جوزو تأليف الحكومة، ظنًاً منه أن ذلك سيكون مؤقتًاً. في نهاية الأمر، نال جوزو وحكومته رضا الملك وثقته، وأصبح جوزو المواطن المفضّل في مجلس الدولة. كان جوزو يرى أن على الملكية تفضيل الطبقات الوسطى، بناءً على تعريفات ملكيّة الأراضي. وشهدت حكومته نموًاً اقتصاديًاً بنسبة 3.5% سنويًاً من 1840 - 1846. توسّعت شبكة المواصلات داخل البلاد، إيذانًاً بدخول الثورة الصناعية إلى فرنسا.

### نظامٌ متقلقِل
أدت الثورة الصناعية إلى ظاهرة اجتماعية لم تُعرف سابقًاً، وهي حالة الفقر المستديم. جاء ذلك نتيجةً لحالة التصنيع، وهجرة أهل الريف، الأمر الذي حوّل جزءًاً كبيرًاً من السكّان إلى طبقة عاملة فقيرة. لم يكن ثمة دعم حكومي للفقراء. كان كل ما قام به نظام الملكيّة حينها هو إصدارُ قانونٍ يجرّم عمالة الأطفال دون سن الثامنة. القانون الذي لم يُطبّق إلا نادرًاً.

#### السنوات الأخيرة
كانت حريّة تنظيم الجمعيات والنقابات مقيدةً بشكل صارم، وكانت التجمّعات العامّة محظورةً منذ العام 1835. أدّى هذا إلى إصابة المعارضة بالشلل السياسي. وللتحايل على هذه القوانين، عمِد المعارضون السياسيون إلى استغلال الجنازات كمناسباتٍ للتظاهر. واستغلّوا فرصة الاحتفالات العائلية والمآدب كذريعةٍ للتجمّعات السياسية. وكانت هذه التجمّعات هي ما أطلق شرارة ثورة فبراير لعام 1848.

## نهاية الملكيّة
بعد سلسلة من الاضطرابات، عزل الملك رئيس الوزراء جوزو مستبدلاً إياه بتير الذي كان من أنصار القمع الحكومي. بعد استقبال الجنود له بعدوانيّة أمام قصر دو كاروسيل، قرر الملك أخيرًاً التنحي عن الحكم لصالح حفيده فيليب دو أورليان. كانت هذه حركةً غير ذاتِ قيمةٍ، فقد أُعلنِ عن قيام الجمهورية الفرنسية الثانية في 26 فبراير 1848 في قصر الباستيل.
على الرغم من أن فترة ملكية يوليو كادت أن تدفع بفرنسا إلى الحرب الأهلية، فقد كانت فترةً متميّزةً بازدهار الفنون والفِكر.